# Districten van Libanon

Districten en gouvernementen van Libanon

De 25 districten van Libanon (Aqdya, enkelvoud -  قضاء, qaḍāʾ) zijn een onderverdeling van de zes gouvernementen van Libanon.  Het Beiroet Gouvernement is niet opgedeeld in districten. De districten zijn onderverdeeld in gemeenten (بلدية, baladiya). 
(Hoofdsteden van districten tussen haakjes)
Beiroet
- Beiroet

Libanongebergte
- Baabda (Baabda)
- Aley (Aley)
- Metn (Jdeideh)
- Keserwan (Jounieh)
- Chouf (Beiteddine)
- Jbeil (Byblos)

Noord
- Tripoli (Tripoli)
- Akkar (Halba)
- Zgharta (Zgharta / Ehden)
- Bsharri (Bsharri)
- Batroun (Batroun)
- Koura (Amioun)
- Miniyeh-Danniyeh (Miniyeh / Sir ed-danniyeh)

Beka
- Zahleh (Zahleh)
- Baalbek (Baalbek)
- Hermel (Hermel)
- Rashaya (Rashaya)
- West Beka (Joub Jannine)

Zuid
- Sidon (Sidon)
- Jezzine (Jezzine)
- Tyrus (Tyrus)

Nabatiye
- Nabatiye (Nabatiye)
- Marjeyoun (Marjeyoun)
- Hasbeya (Hasbeya)
- Bent Jbeil (Bintjbeil)